# 格倫代爾海茨 (伊利諾伊州)
格倫代爾海茨（英語：Glendale Heights）是位於美國伊利諾伊州杜佩奇縣的一個村落。

## 地理
格倫代爾海茨的座標為41°55′13″N 88°04′44″W / 41.92028°N 88.07889°W，而該地最高點為海拔高度243米（即797英尺）。

## 人口
根據2010年美國人口普查的數據，格倫代爾海茨的面積為14.27平方千米，當中陸地面積為14.21平方千米，而水域面積為0.06平方千米。當地共有人口34208人，而人口密度為每平方千米2,397人。